# Quincy Pondexter
Quincy Coe Pondexter (Fresno, California, 10 de marzo de 1988) es un exjugador de baloncesto estadounidense que hizo su carrera en la NBA. Con 1.98 metros de estatura, jugana en las posiciones de escolta y alero. Pondexter es el sobrino de Cliff Pondexter, antiguo jugador de Chicago Bulls.

## Trayectoria deportiva

### High School
Pondexter asistió al Instituto San Joaquín Memorial, donde promedió 23 puntos, 7 rebotes y 6 asistencias en su última temporada. Con San Joaquín fue finalista del Southern California División IV de 2006, siendo incluido además en el primer quinteto del All-California y nombrado mejor jugador de la División IV y de la North Yosemite League.

### Universidad
Pondexter militó durante cuatro años en los Huskies de la Universidad de Washington, promediando en su temporada sénior 19.3 puntos y 7.4 rebotes por encuentro. Fue incluido en el mejor quinteto de la Pacific 10 Conference y del torneo de la conferencia. En su primera temporada en Washington formó parte del mejor quinteto de novatos de la conferencia tras firmar 10.7 puntos y 4 rebotes por partido.

### Profesional
Fue seleccionado en la 26.ª posición del Draft de la NBA de 2010 por Oklahoma City Thunder, aunque inmediatamente fue traspasado a New Orleans Hornets.
En diciembre de 2011, Pondexter fue traspasado a Memphis Grizzlies a cambio de Greivis Vásquez.
En enero de 2015 es traspasado a los New Orleans Pelicans en un traspaso a 3 bandas.

## Estadísticas de su carrera en la NBA

### Temporada regular
| Año     | Equipo      | PJ  | PT | MPP  | %TC  | %3P  | %TL  | RPP | APP | ROB | TPP | PPP |
| ------- | ----------- | --- | -- | ---- | ---- | ---- | ---- | --- | --- | --- | --- | --- |
| 2010-11 | New Orleans | 66  | 6  | 11.1 | .406 | .360 | .706 | 1.3 | .4  | .3  | .2  | 2.8 |
| 2011-12 | Memphis     | 64  | 8  | 15.7 | .452 | .301 | .623 | 2.0 | .4  | .4  | .1  | 4.2 |
| 2012-13 | Memphis     | 59  | 1  | 21.1 | .428 | .395 | .787 | 2.2 | 1.0 | .6  | .1  | 6.4 |
| 2013-14 | Memphis     | 15  | 2  | 18.0 | .392 | .324 | .808 | 1.7 | 1.3 | .3  | .1  | 6.3 |
| 2014-15 | Memphis     | 30  | 2  | 18.0 | .356 | .233 | .700 | 1.9 | .9  | .2  | .2  | 4.5 |
| 2014-15 | New Orleans | 45  | 28 | 27.8 | .449 | .433 | .758 | 3.1 | 1.5 | .3  | .4  | 9.0 |
| 2017-18 | Chicago     | 23  | 1  | 8.5  | .286 | .136 | .824 | 1.2 | .4  | .3  | .1  | 2.0 |
| 2018-19 | San Antonio | 53  | 0  | 5.5  | .500 | .333 | .810 | .9  | .5  | .2  | .0  | 1.8 |
| Total   | Total       | 355 | 48 | 15.6 | .423 | .356 | .746 | 1.8 | .7  | .3  | .1  | 4.5 |

### Playoffs
| Año   | Equipo      | PJ | PT | MPP  | %TC  | %3P  | %TL  | RPP | APP | ROB | TPP | PPP |
| ----- | ----------- | -- | -- | ---- | ---- | ---- | ---- | --- | --- | --- | --- | --- |
| 2011  | New Orleans | 3  | 0  | 3.0  | .167 | .000 | .000 | .3  | .3  | .0  | .0  | 0.7 |
| 2012  | Memphis     | 7  | 0  | 16.3 | .667 | .500 | .778 | 2.3 | .3  | .6  | .0  | 4.7 |
| 2013  | Memphis     | 15 | 0  | 23.8 | .489 | .453 | .607 | 2.5 | .7  | .7  | .1  | 8.9 |
| 2015  | New Orleans | 4  | 4  | 31.0 | .357 | .300 | .857 | 5.0 | 3.0 | 1.8 | .0  | 7.3 |
| 2019  | San Antonio | 5  | 0  | 2.4  | .000 | .000 | –    | .2  | .4  | .2  | .0  | .0  |
| Total | Total       | 34 | 4  | 18.1 | .466 | .408 | .682 | 2.2 | .8  | .7  | .1  | 5.8 |